# Torrella
Torrella è un comune spagnolo di 153 abitanti situato nella comunità autonoma Valenciana.